# Erto e Casso
Erto e Casso est une commune de la province de Pordenone dans la région Frioul-Vénétie Julienne en Italie.

## Administration
| Période                                  | Période | Identité | Étiquette | Qualité |
| ---------------------------------------- | ------- | -------- | --------- | ------- |
|                                          |         |          |           |         |
| Les données manquantes sont à compléter. |         |          |           |         |

### Hameaux
Casso, Erto

### Communes limitrophes
Castellavazzo, Cimolais, Claut, Longarone, Ospitale di Cadore, Perarolo di Cadore, Pieve d'Alpago, Soverzene